# 모투로아 AFC
모투로아 AFC(Moturoa Association Football Club)는 뉴질랜드에서 매우 오래된 축구단 중 하나이다. 뉴플리머스에 연고를 뒀으며, 워터사이드 AFC라는 이름으로 처음 창단되었다.
모투로아 AFC는 구단이 여러 지역 및 대회에서의 성적으로 인해 매우 오래된 역사를 지닌 구단이다.
모투로아는 1949년 부터 채텀 컵에 참가했으며, 1954년 웨스턴 파크에서 스톱 아웃을 상대로 북섬에서의 준결승에 진출했고, 1959년에는 미라마 레인저스를 상대로 다시 한 번 준결승에 진출했었다. 1960년에는 노스 이스랜드 결승에 진출했고, 1962년에는 다시 한 번 결승에 진출했었다. 1966년엔 다시 한 번 NI의 준결승에 진출하였다. 모투로아는 1969년, 1971년, 1972년 시즌에 채텀컵 5라운드에 진출했으며, 1972년 대회에서는 4라운드에서 웨스턴 서벱스의 우승팀들을 상대로 승리를 거둔 것으로 유명하다. 이후 클럽은 1974년, 1987년, 2000년, 2002년 에 4라운드에 진출했으며 2023년 에 마지막으로 대회에 참가했다

## 초기 역사
원래 모투로아 축구 클럽은 1914년 초 나모투 해변의 키오스크에서의 스포츠 위원회에 의해 시작된 럭비 클럽이었으며, 스타(star) 클럽과 통합되어 재 챙단하였다. 모투로아 FC의 홈구장은 모투로아의 오타카 스트리트에 인접한 교도소 근처였다. 클럽은 셔츠 가슴에 별 엠블럼이 추가된 모투로아 클럽의 흰색 색상으로 통합된 후 잠시 동안 하나의 유소년 팀을 운영했었다.
1926년 5월 중순에 지역 축구 연례 회의에서 줄리안 컵에 참가할 목적으로 모투로아와 뉴플리메가 통합하기로 결정했다.
1927년 웨스턴 파크에서 열린 첫 번째 두프 로즈 보우의 결승전에서 구단은 대회 우승을 기록했다.
이후 구단은 1928년 3월 구단 이름을 모투로아로 변경하기로 결정했다. 회의에서 1927년 시즌에 대한 자세한 보고가 발표되었다. 구단의 노던 리그에 새로 등록되었으며, 흰색 바지가 고정된 빨간색 셔츠와 20명의 선수로 구성된 선수단 역시 새롭게 등록되었다.
구단은 1928년 시즌에 타라나키 축구 협회에 처음 가입했다. 모토로아는 1929년 차이나 컵에서 우승했으며, 1929 플랜케트 컵에서는 준우승을 기록했다. 또한 타라나키 주니어 챔피언십의 플럼 컵 우승 등 다양한 연령대에서 여러 대회에 참여해 좋은 성적들을 거두었다.

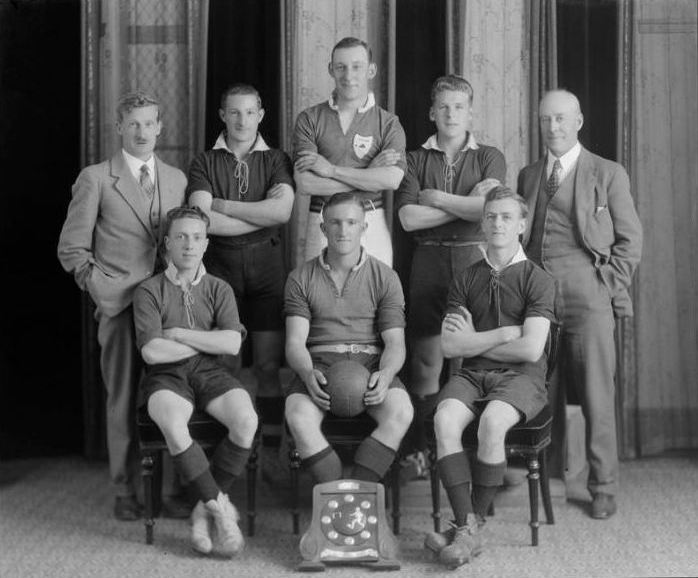
모투로아 1931 프리스트 실드 6-a-side 우승팀

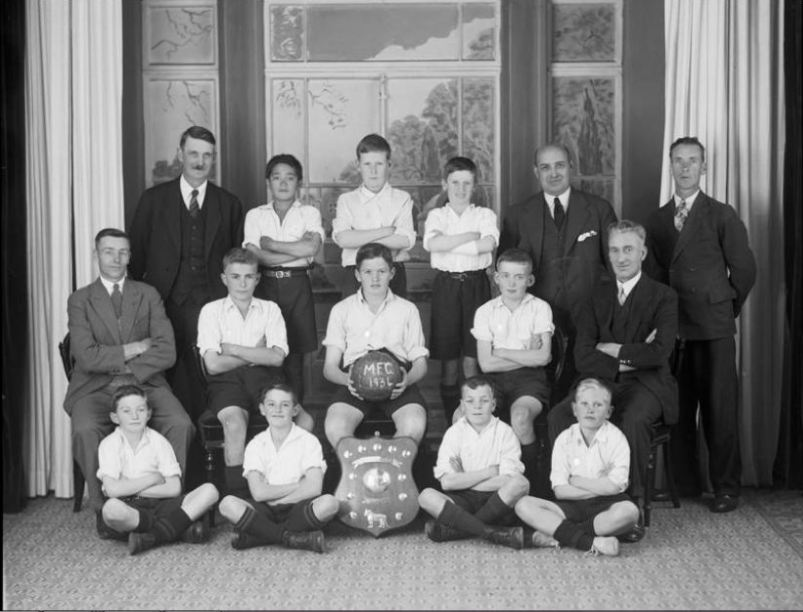
모투로아 풋볼 클럽 - 1934년 말레이 실드 우승팀